# Альвеолярный абруптивный спирант
Альвеолярный абруптивный спирант — согласный звук, встречающийся в некоторых языках. МФА передаёт этот звук символом sʼ, что эквивалентно s_> в X-SAMPA.

## Примеры
| Язык                        | Язык                        | Слово    | МФА             | Значение         | Примечания                              |
| --------------------------- | --------------------------- | -------- | --------------- | ---------------- | --------------------------------------- |
| Адыгейский                  | Шапсугский диалект          | шӀусӀэ   | [ʂʷəsʼa]о файле | 'чёрный'         | Соответствует [tsʼ] в других диалектах. |
| Амхарский                   | Амхарский                   |          | [asʼe]          | 'его величество' |                                         |
| Тлингитский                 | Тлингитский                 | sʼaaw    | [sʼaːw]         | 'краб дангенесс' |                                         |
| Тотонакский Верхнего Некаха | Тотонакский Верхнего Некаха | [ˈsʼa̰ta̰] | [ˈsʼa̰ta̰]        | 'маленький'      |                                         |